# Departamento Uruguay
Uruguay es un departamento del este de la provincia de Entre Ríos en la República Argentina, cuya cabecera es la ciudad de Concepción del Uruguay. Es el sexto más extenso de la provincia con una superficie de 5855 km² y el cuarto más poblado, con 116 356 habitantes según censo de 2022.
Limita al oeste con el departamento Tala, al norte con los departamentos Villaguay y Colón, al sur con el departamento Gualeguaychú y al este con La Republica Oriental del Uruguay.

## Geografía
De acuerdo a la metodología utilizada por el INDEC para los censos de 1991 y de 2010 el departamento Uruguay comprendió 22 localidades: Basavilbaso, Caseros, Colonia Elía, Concepción del Uruguay, Herrera o San Miguel, Las Moscas, Líbaros, 1.º de Mayo, Pronunciamiento, Rocamora, Santa Anita, Villa Mantero, Villa San Justo, Villa San Marcial o Estación Gobernador Urquiza. Estancia San Pedro (en la jurisdicción de Arroyo Gená) fue considerada localidad en el censo de 2001, pero perdió esa categoría en el de 2010.
El Tratado de Límites del Río Uruguay fue firmado por Argentina y Uruguay el 7 de abril de 1961, disponiendo en su artículo 1 en lo que corresponde al departamento Uruguay que el límite sigue coincidentemente con el eje del canal principal de navegación hasta el punto situado en la zona de bifurcación de los canales de la Filomena (canal principal de navegación) y del Medio en donde el límite también se bifurca en dos líneas. Por el canal de la Filomena corre el límite al solo efecto de la división de las aguas, quedando bajo la jurisdicción Argentina las aguas situadas al occidente de esta línea, y por el canal del Medio corre el límite al solo efecto de la división de las islas, quedando bajo jurisdicción uruguaya y con libre y permanente acceso a las mismas islas situadas al oriente de esta línea. Al reunirse de nuevo ambos canales el límite se reunifica. La isla Filomena Grande y otras 8 islas e islotes quedan así enclavadas en aguas argentinas del departamento Uruguay. El tratado adjudicó a la jurisdicción argentina sobre el río Uruguay en el departamento Uruguay las islas: Urquiza (Almirón Chico u Oriental, de 0,15 km²), del Puerto (2,33 km²), islote Calderón (entre Concepción del Uruguay e isla del Puerto), isla Cambacuá (35,67 km²), Garibaldi (actualmente unida a la isla Cambacuá), isla Canarios (0,58 km²), isla del Tala (9,32 km²), islote sin nombre (adyacente al este de isla del Tala, de la que la separa el arroyo Raigón), isla Vilardebó (o Bilardebó, de 2,03 km²), isla Dolores (16,01 km²), isla Montaña (1,1 km²), isla Dos Hermanas (0,98 km², tres islas que luego se unieron), isla San Miguel (0,28 km²), isla Osuna (0,32 km², luego se le separó la isla Osuna Sur, de 0,07 km²), isla Campichuelo (1,38 km²), islote sin nombre (adyacente al este de la punta sur de la isla Dolores, actualmente unido a la isla San Genaro), isla San Genaro (9,8 km²), isla Corazón (0,13 km²), isla Colón Grande (7,69 km²), isla Tambor (0,46 km²), isla Colón Chico (0,14 km²), isla Cupalén (12,7 km²), isla Pelo Largo (al este de la punta sur de la isla Colón Chica y de la Volantín, actualmente unida a la primera), isla sin nombre (entre Cupalén y punta norte isla Rica, actualmente unida a la primera), isla Rica (12,2 km²), isla Volantín (0,61 km²), isla Bonfiglio (0,89 km²), isla Jaula del Tigre (5,66 km²), isla Clavel (al oeste y parte media de la isla Jaula del Tigre), isla sin nombre (adyacente al este de la punta sur de la isla Rica), isla San Lorenzo (14,22 km²), isla Juanicó (2,83 km², dos islas actualmente unidas), isla García (1,24 km²), isla Masones (1,01 km²). Posteriormente se formaron: la isla El Dragón (0,83 km²), adyacente a la isla Cambacuá; la isla Pinzón, de 0,11 km² frente a la isla Colón Chico; islote Redondo, isla Boca Chica y una isla separada de la isla Rica, adyacente a su parte suroeste.

## Historia
Tomás de Rocamora fundó la Villa de Nuestra Señora de la Concepción del Uruguay el 25 de junio de 1783 en el lugar denominado Arroyo de la China.
En 1784 cabildo de Concepción del Uruguay fijó su jurisdicción entre los ríos Uruguay y Gualeguaychú, el arroyo Gená, el río Gualeguay, el arroyo Lucas y el arroyo Yeruá hasta el río Uruguay.
En 1820 Francisco Ramírez creó el departamento del Uruguay, uno de los 4 que integraban la República de Entre Ríos.
Mediante el Plan de división de los Departamentos de la Provincia de Entre Ríos del 6 de diciembre de 1821, (ley sancionada por el congreso el 17 de febrero de 1822) el gobernador Lucio Norberto Mansilla dividió la provincia en dos departamentos principales al mando de comandantes generales, uno de ellos era el Departamento Principal Nº 2 del Uruguay, con cabecera en Concepción del Uruguay. Del cual dependían 4 departamentos subalternos.

Para la mejor administracion y gobierno de esta Provincia de Entre-Rios en lo civil, militar y político, se divide toda ella en dos Departamentos principales, de los que cada uno tendrá bajo de sí cuatro Departamentos subalternos, á saber:

Departamento principal N° 1 del Paraná.

Departamento principal N° 2 del Uruguay.

Estos dos Departamentos serán gobernados por dos Comandantes Generales, de los que el uno residirá en la Villa del Paraná y el otro en la Villa de la Concepcion.

Las referidas dos villas con sus respectivos éjidos quedan separadas de los territorios de todo otro Departamento, bajo el inmediato Gobierno de los dos Gefes principales.

Departamento N° 1. Comprende desde la barra del Gualeguay, Paraná abajo, hasta la barra del Gualeguaychú, y por sus fondos hasta el Arroyo del Gená.

Departamento N° 2. Comprende desde la barra de Gualeguaychú, Uruguay arriba, hasta la barra del Yeruá, y por sus fondos, hasta las puntas del dicho Gualeguaychú.

Departamento N° 3. Comprende desde las Raices hasta el Sauce de Luna; y desde los fondos de Villaguay hasta el Tigrecito.

Departamento N° 4. Comprende desde la barra del Yeruá, Uruguay arriba, hasta el Mocoretá; y por sus fondos hasta las Banderas, incluso el Chañar, Moreira, Las Yeguas y Ortiz.

El 26 de agosto de 1826 una ley del congreso provincial sancionada a propuesta de Justo José de Urquiza, elevó al rango de ciudad a Concepción del Uruguay.
Mediante la sanción del Reglamento de Administración de Justicia del 13 de abril de 1849, Urquiza realizó una nueva división administrativa de la provincia, reduciendo el departamento Uruguay:

Art. 9°: Departamento del Uruguay: su territorio desde la barra del Gualeguaychú, Uruguay arriba, hasta el arroyo Grande, comprendiendo la Ciudad y suburbios, y los distritos Arroyo Molino, Arroyo Urquiza, Arroyo Perucho Berna y Pospos, Arroyo Grande y Palmar, Puente de Gualeguaychú, Arroyo Gená, Arroyo Potrero, Arroyo Cesteada, Arroyo Cupalen.

El 29 de septiembre de 1858 fue sancionada la ley nacional que desfederalizó el territorio de Entre Ríos, asumiendo el general Urquiza como gobernador de Entre Ríos y Concepción del Uruguay como capital provincial, continuando la ciudad de Paraná con su ejido como capital provisoria de la Confederación Argentina. Tras la desfederalización de Entre Ríos, el 21 de septiembre de 1860 fue sancionada la ley que creó las jefaturas políticas en cada departamento, siendo el jefe político un representante del poder ejecutivo a cuyas órdenes estaban los comisarios policiales y los alcaldes de distrito en sus funciones políticas. El 16 de enero de 1861 Urquiza decretó para el departamento de la Capital (nuevo nombre del departamento Uruguay) el nombramiento de un juez de paz, 4 alcaldes de los cuarteles numerados del 1° al 4° y 9 alcaldes de los distritos numerados del 1° al 9°. Para los nombramientos del 18 de enero de 1862 los distritos de campaña son nombrados como: 1° Arroyo del Molino, 2° Arroyo Urquiza, 3° Pospos al Sud, 3° Pospos al Norte, 4° Arroyo Grande, 5° Puente de Gualeguaychú, 6° Gená, 7° Sesteada, 8° Potrero, 9° Tala.
De acuerdo a un decreto de nombramientos del 18 de mayo de 1868 el entonces departamento Capital tenía un juez de paz y 4 alcaldes de cuartel numerados de 1 a 4 en la ciudad de Concepción del Uruguay, y alcaldes de los distritos de campaña de: 1° Del Molino, 2° Arroyo Urquiza, 3° al Sud Perucho Berna, 3° al Norte Palmar, 4° Arroyo Grande, 5° Puente de Gualeguaychú, 6° Gená, 7° Sesteada, 8° Isleta, 9° Distrito. La delegacía de la villa de Colón tenía un juez de paz y un alcalde en la villa, y 4 alcaldes de cuartel numerados de 1 a 4 en la colonia San José.
Luego de creado el departamento Colón, fueron fijados sus nuevos límites el 18 de agosto de 1869, recibiendo el distrito Moscas del departamento Villaguay:

2° Los límites del Departamento Uruguay, serán: el Rio Uruguay desde la barra del arroyo Urquiza hasta la barra del rio Gualeguaychú: este mismo rio hasta la barra de Gená, luego este mismo arroyo hasta la barra de Genacito, siguiendo el curso del Genacito hasta la cuchilla grande que divide aguas al Gualeguay, esta misma cuchilla hasta la secundaria que vá á las puntas del arroyo Pancho la misma cuchilla secundaria y el arroyo Pancho, hasta su confluencia. El rio Gualeguay hasta la barra del arroyo San Gregorio, de aquí hasta sus puntas y siguiendo en direccion al arroyo Moscas, el mismo arroyo hasta la cuchilla que divide aguas al Gualeguay y Gualeguaychú y siguiendo esta cuchilla hasta las puntas del arroyo San Miguel, y de aqui los arroyos San Miguel abajo, Pantanoso y arroyo Urquiza hasta su confluencia, que son los límites señalados por esta parte con el Departamento de Colon.

El 21 de junio de 1979 la intervención militar de la provincia sancionó y promulgó la ley n.º 6378 que rectificó y precisó los límites interdepartamentales. El departamento Gualeguaychú recibió parte del distrito Potrero del departamento Uruguay, conformándose el distrito Costa Uruguay Norte, mientras que la ley redenominó Costa Uruguay Sur al hasta entonces distrito Costa Uruguay del departamento Gualeguaychú. El límite entre los departamentos Gualeguaychú y Uruguay fue modificado para incorporar al primero un sector adyacente de la localidad de Gilbert. Aunque el decreto-ley n.º 6378 perdió eficacia el 10 de diciembre de 1987 al no ser prorrogada su vigencia, los límites quedaron legalmente retrotraídos a los existentes al 24 de marzo de 1976 (excepto los legislados posteriormente en democracia). Sin embargo, los organismos públicos provinciales y nacionales continuaron utilizando los límites dispuestos por ese decreto-ley sin revertir a los límites previos.

## Gobiernos locales

### Municipios
| Municipio              | Población |
| ---------------------- | --------- |
| Concepción del Uruguay | 67 474    |
| Basavilbaso            | 9354      |
| Caseros                | 2109      |
| Colonia Elía           | 1620      |
| Herrera                | 1587      |
| Primero de Mayo        | 1000      |
| Pronunciamiento        | 1301      |
| San Justo              | 1473      |
| Santa Anita            | 1254      |
| Villa Mantero          | 1526      |

### Comunas
| Comuna            | Población |
| ----------------- | --------- |
| Las Moscas        | 447       |
| San Cipriano      | 748       |
| Villa San Marcial | 776       |
| Tala              | 618       |
| Estación Líbaros  | 270       |
| Rocamora          | 596       |

### Centros rurales de población
Los centros rurales de población gobernados por juntas de gobierno son:
Tercera categoría
- Arroyo Gená: creado el 20 de noviembre de 2002.[18] Población rural dispersa, excepto la Estancia San Pedro.

Los integrantes de las juntas de gobierno fueron designados por decreto del gobernador hasta que fueron elegidos por primera vez el 23 de noviembre de 2003, sin embargo, dado que los circuitos electorales en algunos casos no coinciden con las jurisdicciones de las juntas de gobierno algunas de ellas siguen siendo designadas por decreto mientras que otras se agrupan para elegir una sola junta. En este último caso el gobierno se reserva el derecho de realizar posteriormente la designación de la o las juntas subsumidas. En las elecciones del 23 de noviembre de 2003 y del 18 de marzo de 2007 Los Ceibos y Santa Ana eligieron una única junta de gobierno y fueron fusionadas en una sola denominada Tala por decreto n.º 1255/2011 MGJE del 19 de abril de 2011. Colonia Elía fue elevada a municipio de 2ª categoría el 20 de octubre de 2008 por decreto n.º 5937/2008 MGJEOYSP.
Los circuitos electorales utilizados para las elecciones de las juntas de gobierno son (CIRCUITO ELECTORAL: junta de gobierno):
- 174A-COLONIA SAN MARTÍN: Arroyo Gená

Los circuitos electorales 166A-COLONIA SANTA TERESITA, 172-GENACITO SUR ESTE, 176-COLONIA LUCIENVILLE, 177-COLONIA NUEVA MONTEVIDEO corresponden a áreas no organizadas en las que no se eligen gobiernos locales.

## Distritos
El departamento Uruguay se divide en 6 distritos. Para fines de mensuras catastrales y en algunas ramas de la administración provincial el ejido original del municipio de Concepción del Uruguay, y las islas del departamento son considerados aparte de los distritos y la Codificación General de Jurisdicciones Político Administrativas de la Provincia de Entre Ríos les asigna los códigos 1200 y 1207 respectivamente.
| Código - Distrito | Área (en km²) |
| ----------------- | ------------- |
| 1201 - Gená       | 823,61        |
| 1202 - Genacito   | 730,72        |
| 1203 - Molino     | 938,06        |
| 1204 - Moscas     | 1062,49       |
| 1205 - Potrero    | 1100,28       |
| 1206 - Tala       | 524,40        |

- Moscas: comprende la mitad oeste del ejido municipal de Basavilbaso; la totalidad del área jurisdiccional de las comunas de Rocamora y de Villa San Marcial; la parte este de las de Las Moscas y de Líbaros; y el área no organizada del circuito electoral Colonia Nueva Montevideo.
- Genacito: comprende la mitad este del ejido municipal de Basavilbaso; la totalidad del ejido de Santa Anita y la parte oeste del de Villa Mantero; la parte este del área jurisdiccional de la comuna de población de Líbaros; la parte central de la de Las Moscas; y las áreas no organizadas de los circuitos electorales Colonia Lucienville y Genacito Sur Este.
- Gená: comprende la parte este del ejido municipal de Santa Anita; la totalidad del ejido de Herrera; la parte este del área jurisdiccional de la comuna de población de Las Moscas; y la totalidad del área jurisdiccional del centro rural de población de Arroyo Gená.
- Molino: comprende la parte norte de los ejidos municipales de Concepción del Uruguay, y de Caseros; la totalidad de los ejidos de Primero de Mayo, Pronunciamiento y San Justo; la totalidad del área jurisdiccional de la comuna de San Cipriano; y el área no organizada del circuito electoral Colonia Santa Teresita.
- Tala: comprende la parte sur de los ejidos municipales de Caseros y de Concepción del Uruguay (ampliación del ejido original); la parte norte del de Colonia Elía; la parte este del área jurisdiccional de la comuna de Tala.
- Potrero: comprende la parte sur del ejido municipal de Colonia Elía; la parte sur del área jurisdiccional de la comuna de Tala; y el área no organizada del circuito electoral Potrero.

## Demografía
Cuenta con 116 356 habitantes (Indec, 2022), lo que representa un incremento del 15,5% frente a los 100 728 habitantes (Indec, 2010) del censo anterior.
La población se encuentra repartida en 59 787 mujeres y 56 556 hombres, con un índice de masculinidad de 94,6 hombres por cada 100 mujeres. 
La edad mediana de la población es de 33 años (34 años entre las mujeres y 32 años entre los hombres).
El 12,8% de la población tiene más de 65 años (frente al 11,8% en 2010), y el 3,0% de la población tiene más de 80 años (frente al 2,8% en 2010)
De las personas residentes en el departamento, unas 13 996 nacieron en otra provincia, y unas 1 603 lo hicieron fuera del país, siendo los grupos de inmigrantes más numerosos los provenientes de:
- Uruguay: 773 personas
- Paraguay: 176 personas
- Brasil: 122 personas
- Colombia: 64 personas
- Bolivia: 55 personas

## Áreas naturales protegidas
Como parte del Sistema Provincial de Áreas Protegidas se halla en el departamento la reserva de uso múltiple Estancia Centella, que es una reserva privada de 540,87 ha creada el 19 de abril de 2011. Su propietario es la La Biznaga S.A.A.C.I.F.
Todo el río Gualeguaychú es una zona de reserva para la pesca deportiva en donde se prohíbe otro tipo de pesca. Fue declarada por decreto 4671/69 MEOySP de 1969.
El decreto 4671/69 MEOySP de 1969 estableció restricciones pesqueras para el río Gualeguay, en donde se permite la pesca mediante el uso de líneas de mano, cañas y espineles con no más de 20 anzuelos.